# Trpinja
Trpinja er en landsby i distriktet Vukovar-Srijem i det østlige Kroatien. I 2011 havde byen 1.537 indbyggere.
Landsbyen ligger på vejen D55 mellem Osijek og Vukovar. Landskabet i Trpinja Kommune er præget af sletterne i det Pannoniske Bassin med marker med majs, hvede, almindelig solsikke og sukkerroer.
Trpinja Kommune blev etableret i 1997 af FN-administrationen UNTAES, som en af de nye overvejende serbiske kommuner for at sikre adgang til lokalt selvstyre for det serbiske samfund i regionen efter afslutningen af den kroatiske uafhængighedskrig. Kommunen er den nordligste i Vukovar-Syrmia-landet, og der er i alt 7 landsbyer inden for kommunegrænsen. Ved folketællingen i 2011 havde kommunen en befolkning på 5.572 og selve landsbyen Trpinja 1.537.

## Geografi
Kommunen ligger på grænsen mellem historiske regioner i Slavonien og Syrmien, i den sydlige del af Pannoniske Bassin i Podunavlje-regionen. Kommunens samlede areal er 123,87 km². Floden Vuka løber gennem kommunen i en længde på 8 kilometer samt den kunstige Bobota-kanal i en længde på 20 kilometer. Kommunens territorium er fuldstændig fladt med meget frugtbar sortjord. Kommunen grænser til kommunerne Borovo, Bogdanovci, Nuštar, Tordinci, Šodolovci og Erdut med byerne Vukovar og Osijek.

## Historie
Mellem 1991 og 1997 blev Trpinja kontrolleret af serberne, som gjorde oprør mod den demokratisk valgte kroatiske regering. I den periode blev den ikke-serbiske befolkning udsat for ulovlige arrestationer, fængsling, fysisk, psykisk og seksuelt misbrug og drab af medlemmer af lokale serbiske paramilitære formationer. Civile blev dagligt misbrugt fysisk og psykisk, tvunget til at synge Chetnik-sange, truet med lemlæstelse ved at skære lemmer og kropsdele af, mænd blev tvunget til at knæle i landsbyens centrum og græsse græsset, kvinder blev truet med voldtægt, med en at blive voldtaget og en anden tvunget til at drikke blod, der sivede ud fra en brækket næse på en misbrugt mand. Ti fanger fra Trpinja, samt civile fanget i Borovo og hårdt sårede civile fra Borovo Commerce hospitalet, som tidligere var blevet brutalt slået, var blevet henrettet i den nærliggende Bobotski-kanal. I 2016 blev 10 serbere dømt for krigsforbrydelser mod krigsfanger og civile til fængselsdomme på mellem 5 og 20 år. Under Slaget ved Vukovar forsøgte Jugoslaviske folkehær (JNA) og forskellige paramilitære styrker fra Serbien at bryde igennem forsvaret af Vukovar fra f Trpinja-retningen, nemlig gennem Trpinjska cesta, vejen, der forbandt Trpinja og Vukovar. Men de kroatiske soldater fra den kroatiske nationalgarde (ZNG) og civile frivillige, ledet af generalmajor Blago Zadro, ydede stærk modstand, hvorunder de ødelagde omkring 30 JNA kampvogne og pansrede køretøjer, som gav vejen kaldenavnet "tankkirkegården".  Trpinja blev indlemmet i Kroatien igen ved Erdut-aftalen.